# Aeropuerto de Dortmund
El Aeropuerto de Dortmund (IATA: DTM, OACI: EDLW), es el aeropuerto internacional de Dortmund, Alemania. Su eslogan es Näher als man denkt (Más cerca de lo que piensas). Desde 2006 ha portado el nombre de "Aeropuerto de Dortmund 21", en referencia al hecho de que la compañía de suministros de Dortmund, DSW21, es su mayor accionista. El aeropuerto tiene una capacidad máxima de unos 2,5 millones de pasajeros al año y atendió a unos 2 millones de pasajeros en 2014.

## Primeros años
El aeropuerto, situado originalmente en los suburbios de Brackel, contó con sus primeros vuelos comerciales en 1925 con Aero Lloyd, que efectuó vuelos a París. En el año fiscal 1927/1928, se registraron 2.589 vuelos comerciales anuales. Durante la Segunda Guerra Mundial el aeropuerto fue utilizado como base aérea alemana, y fue posteriormente utilizaron por la Real Fuerza Aérea británica . Los vuelos comerciales a Dortmund no comenzaron en 1955, cuando si comenzaron los vuelos comerciales alemanes. En 1960, el aeropuerto civil fue reubicado en Dortmund-Wickede. El antiguo aeropuerto fue abandonado y ocupado por las fuerzas británicas hasta los 90. Desde 2006, parte del espacio originario del aeropuerto fue utilizado como campo de entrenamiento del equipo de fútbol local, el Borussia Dortmund.

## Pocos servicios
Durante las siguientes décadas, el Aeropuerto Internacional de Düsseldorf y el Aeropuerto de Colonia/Bonn fueron los aeropuertos comerciales dominantes en el área del Rhine-Ruhr. Además, el Aeropuerto Internacional de Hanover/Langenhagen y el Aeropuerto de Münster/Osnabrück también cubrieron algunas de las necesidades de viajes aéreos de la región. Para más inri, la Sauerlandlinie de 257km abrió a finales de los 60, conectando Dortmund con el Aeropuerto de Fráncfort/Meno posibilitando la travesía en coche en menos de dos horas.
Los servicios comerciales fueron retomados en 1979 con vuelos diarios a Múnich con Reise- und Industrieflug GmbH (RFG). Núremberg y Stuttgart comenzaron poco después. Tras la Reunificación Alemana en 1990, Dresde, Leipzig, Berlín, y Londres fueron añadidos como vuelos regulares.
RFG y NFD (Nürnberger Flugdienst) se fusionaron en 1990 creando Eurowings, que mantuvo su base en Dortmund. Se comenzó la construcción de una nueva terminal, para reemplazar a la antigua en 1998, y se completó la construcción en 2000. Esta terminal de varios pisos preparó al aeropuerto para su resurgimiento.

## Resurgimiento

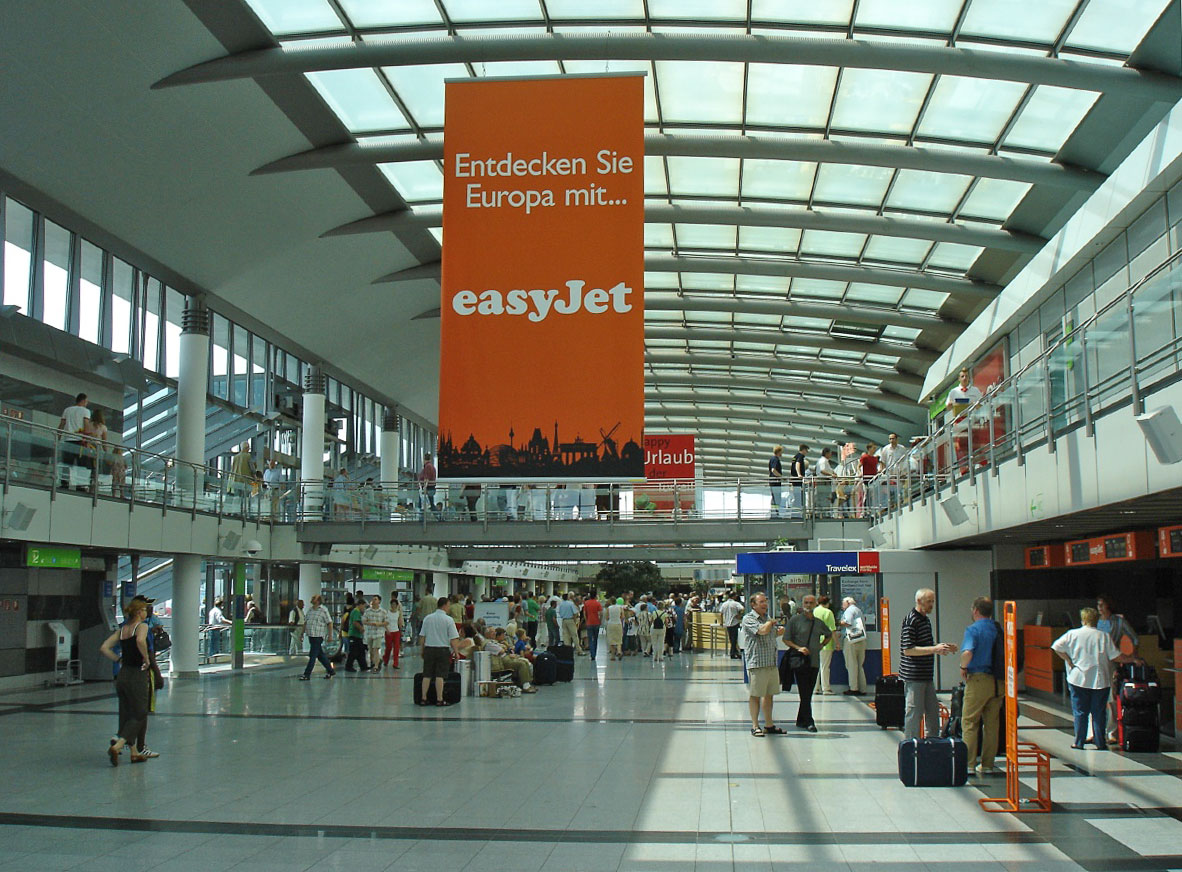
Interior de la terminal (nivel de llegadas).

Desde finales de 2000, el aeropuerto de Dortmund ha experimentado un elevado incremento de tráfico aéreo. En los 90 los vuelos con turbohélice fueron limitados a destinos dentro de Alemania, así como a algún aeropuerto a destinos cálidos. Desde 2000, algunas aerolíneas comenzaron a volar a Dortmund, muchas de las cuales lo hacen con aviones utilizados por las propias aerolíneas de red. La mayoría del tráfico aéreo actual es efectuado por aerolíneas de bajo coste con Boeing 737 o Airbus A318/A319/A320/A321 a destinos cálidos y centros de negocios.
Air Berlin tenía vuelos a Londres, Milán, y Viena en 2002, complementando sus rutas mediterráneas, pero canceló muchas de sus rutas desde Dortmund en 2005. EasyJet convirtió a Dortmund en base de operaciones en 2004, y Germanwings hizo lo propio en 2007.

## Aerolíneas y destinos

### Destinos internacionales
| Ciudades por países  | Nombre del aeropuerto                             | Aerolíneas                                              |
| Asia                 | Asia                                              | Asia                                                    |
| -------------------- | ------------------------------------------------- | ------------------------------------------------------- |
| Armenia              |                                                   |                                                         |
| Ereván               | Aeropuerto Internacional de Zvartnots             | Wizz Air                                                |
| Georgia              |                                                   |                                                         |
| Kutaisi              | Aeropuerto de Kopitnari                           | Wizz Air                                                |
| Turquía              |                                                   |                                                         |
| Antalya              | Aeropuerto de Antalya                             | Pegasus Airlines (estacional) / SunExpress (estacional) |
| Esmirna              | Aeropuerto de Esmirna-Adnan Menderes              | SunExpress (estacional)                                 |
| Estambul             | Aeropuerto Internacional Sabiha Gökçen            | Pegasus Airlines                                        |
| Zonguldak            | Aeropuerto de Zonguldak                           | SunExpress (estacional)                                 |
| Europa               |                                                   |                                                         |
| Albania              |                                                   |                                                         |
| Tirana               | Aeropuerto Internacional Madre Teresa             | Wizz Air                                                |
| Bosnia y Herzegovina |                                                   |                                                         |
| Bania Luka           | Aeropuerto Internacional de Bania Luka            | Wizz Air                                                |
| Tuzla                | Aeropuerto de Tuzla                               | Wizz Air                                                |
| Bulgaria             |                                                   |                                                         |
| Sofía                | Aeropuerto de Sofía                               | Wizz Air                                                |
| Varna                | Aeropuerto de Varna                               | Wizz Air                                                |
| Croacia              |                                                   |                                                         |
| Split                | Aeropuerto de Split                               | Eurowings (estacional)                                  |
| España               |                                                   |                                                         |
| Palma de Mallorca    | Aeropuerto de Palma de Mallorca                   | Eurowings / Marabu (estacional)                         |
| Grecia               |                                                   |                                                         |
| Kavala               | Aeropuerto de Kavala                              | Eurowings (estacional)                                  |
| Salónica             | Aeropuerto Internacional Macedonia                | Eurowings (estacional)                                  |
| Hungría              |                                                   |                                                         |
| Budapest             | Aeropuerto de Budapest-Ferenc Liszt               | Wizz Air                                                |
| Italia               |                                                   |                                                         |
| Catania              | Aeropuerto de Catania-Fontanarossa                | Eurowings (estacional)                                  |
| Kosovo               |                                                   |                                                         |
| Pristina             | Aeropuerto Internacional de Pristina              | Wizz Air                                                |
| Lituania             |                                                   |                                                         |
| Vilna                | Aeropuerto Internacional de Vilna                 | Wizz Air                                                |
| Macedonia del Norte  |                                                   |                                                         |
| Ohrid                | Aeropuerto de Ohrid San Pablo Apóstol             | Wizz Air                                                |
| Skopie               | Aeropuerto de Skopie                              | Wizz Air                                                |
| Moldavia             |                                                   |                                                         |
| Chisináu             | Aeropuerto Internacional de Chisináu              | Wizz Air                                                |
| Montenegro           |                                                   |                                                         |
| Podgorica            | Aeropuerto de Podgorica                           | Wizz Air                                                |
| Polonia              |                                                   |                                                         |
| Gdansk               | Aeropuerto de Gdańsk-Lech Wałęsa                  | Wizz Air                                                |
| Katowice             | Aeropuerto Internacional de Katowice              | Wizz Air                                                |
| Olsztyn              | Aeropuerto de Olsztyn-Masuria                     | Wizz Air (inicia el 28 de octubre de 2025)              |
| Varsovia             | Aeropuerto de Varsovia-Chopin                     | Wizz Air                                                |
| Rumania              |                                                   |                                                         |
| Bacău                | Aeropuerto de Bacău                               | Dan Air (estacional)                                    |
| Brașov               | Aeropuerto de Brașov                              | Wizz Air                                                |
| Bucarest             | Aeropuerto Internacional de Bucarest-Henri Coandă | Wizz Air                                                |
| Cluj-Napoca          | Aeropuerto de Cluj-Napoca                         | Wizz Air                                                |
| Craiova              | Aeropuerto de Craiova                             | Wizz Air                                                |
| Iași                 | Aeropuerto Internacional de Iași                  | Wizz Air                                                |
| Sibiu                | Aeropuerto Internacional de Sibiu                 | Wizz Air                                                |
| Suceava              | Aeropuerto de Suceava                             | Wizz Air                                                |
| Timișoara            | Aeropuerto de Timișoara                           | Wizz Air                                                |
| Serbia               |                                                   |                                                         |
| Belgrado             | Aeropuerto de Belgrado-Nikola Tesla               | Wizz Air                                                |
| Niš                  | Aeropuerto Constantino el Grande de Niš           | Wizz Air (inicia el 5 de enero de 2026)                 |

## Estadísticas
Ver fuente y consulta Wikidata.

## Transporte terrestre
El aeropuerto de Dortmund está conectado con un bus rápido a la estación principal de Dortmund, una lanzadera a una estación cercana (Holzwickede/Dortmund Flughafen), y un bus a Unna, una ciudad al este.

## Futuro
El plan director del aeropuerto contiene los siguientes elementos:
- Incremento del horario de operación normal en una hora por la noche (a las 23:00h), con una posibilidad de apertura de una hora por las mañanas y por las noches para excepciones.
- Ampliación de la pista a 2800 metros.
- Ampliación de terminal y su infraestructura.
- Mejores conexiones viales.
- Conexión directa del aeropuerto a una red de tránsito masivo.